# مارتينا بيك
مارتينا بيك (بالألمانية: Martina Beck)‏ هي متسابقة بياثل ألمانية، ولدت في 21 سبتمبر 1979 في غارميش-بارتنكيرشن في ألمانيا.

## وصلات خارجية
- مارتينا بيك على موقع IMDb (الإنجليزية)

- مارتينا بيك على موقع IBU (الإنجليزية)
- مارتينا بيك على موقع اللجنة الأولمبية الدولية (الإنجليزية)
- مارتينا بيك على موقع أوليمبيديا (الإنجليزية)